# Марконија (Матера)
Марконија (итал. Marconia) је насеље у Италији у округу Матера, региону Базиликата.
Према процени из 2011. у насељу је живело 8781 становника. Насеље се налази на надморској висини од 106 м.